# Botanični vrt Puerto de la Cruz
Botanični vrt Puerto de la Cruz (špansko Jardín de aclimatación de La Orotava, tudi Jardín Botánico de la Orotava, pogosto preprosto imenovan Botánico, tudi latinizirano v botaničnih spisih Hortus aclimatationis plantarum arautapae, je botanični vrt v Puerto de la Cruz (staro pristanišče La Orotava) na otoku Tenerife.

## Zgodovina

### Začetki in obdobje Alonsa de Nave y Grimona
Jardín de aclimatación je bil prvotno zgrajen po naročilu razsvetljenega, absolutističnega kralja Španije Karla III. 17. avgusta 1788, da bi eksotične rastline, ki so jih nabrali njegovi lovci na rastline v španskih kolonijah Novega sveta, prilagodili podnebju v kraljevih vrtovih Madrida in Aranjueza.
Jardín de aclimatación je dobil ime po kraljevem botaničnem vrtu v Madridu, ki ga je prav tako zasnoval Karel III. je bil ustanovljen drugi najstarejši botanični vrt v Španiji.
Projekt se je začel, idealna lokacija je bila izbrana po obsežnih poskusih kalitve, vrt pa je sprva upravljal Alonso de Nava y Grimón, VI. Marqués Villanueva del Prado (1757–1832). Samo mesto je bilo darilo Don Francisca Bautiste de Lugo y Saavedra, Señor de Fuerteventura.
Umrl je Karel III. leta 1788, nekaj mesecev po njegovem ukazu, je bil projektu naklonjen tudi njegov naslednik Karel IV. Španski. Leta 1790 so se začela dela na strogo geometrično oblikovanem kompleksu po načrtih arhitekta Diega Nicholasa Eduarda. Dela so bila končana leta 1791. Prvih 35 zasaditev in setev je bilo opravljenih leta 1792.
Na Tenerifu je bila aklimatizacija uspešna, na celini pa ne v enaki meri, saj podnebje v notranjosti Španije zaradi zmrzali ni dajalo podlage za življenje vsem rastlinam.
Francoska naravoslovca Anselme Riedlé in zlasti Andre Pierre Ledrú (1761–1825) sta leta 1796 raziskovala otok, potem ko je tam doživela brodolom odprava Nicolasa Baudina. Ledrú je pripravil prvi popis rastlin in predlagal, da se rastline uredijo po sistemu, ki ga je leta 1753 uvedel Carl Linnaeus. Danes te rastline niso več urejene po znanstvenih načelih.
20. junija 1799 je naravoslovec Alexander von Humboldt obiskal vrt na svoji odpravi na Tenerife, da bi se povzpel na goro Teide. Mnogi drugi naravoslovci, kot so Aimé Bonpland, Pierre Marie Auguste Broussonet in Sabin Berthelot, so prav tako raziskovali slavni vrt.
Po smrti Alonsa de Nava y Grimona leta 1832 se je odgovornost za vrt pogosto spreminjala; čeprav je vrt ostal, je še naprej propadal.

### Obdobje Hermanna Wildpreta
Od leta 1860 do 1893 je Švicar Hermann Wildpret (pogosto napačno imenovan »Professore German Wildpret« na Tenerifu) prevzel mesto glavnega vrtnarja v Botánicu. Pod njegovim vodstvom je vrt doživel prelomnico: pestrost rastlin se je močno razširila. Ko je začel svoje delo, je bilo 220 vrst, leta 1879 pa že 2486 vrst. Pod vodstvom Wildpreta, ki je raziskoval tudi endemično floro Tenerifa, pa tudi gojil sorte in izvajal živahno trgovino z rastlinami v Evropo in iz nje, je Botánico dosegel svetovno slavo. Razen Pico del Teide ni nič na Tenerifu v sodobnih potopisih opisano tako pogosto in tako podrobno kot Botánico.
Po Wildpretovem obdobju je vrt zaradi pomanjkanja nege in hortikulturnega znanja spet vidno propadal.
Francoskega nadrealističnega pesnika Andréja Bretona je vrt navdihnil, da je v 1930-ih napisal eno svojih pesmi.

### Sventenijeva doba
Leta 1943 je vrt obiskal švedski botanik Sventenius. Kot menedžer se je nato več kot 20 let znanstveno ukvarjal s svojo rastlinsko populacijo, sprva celo načrtoval širitev in zanjo že kupil parcelo. Vendar je projekt propadel in nato je na Gran Canarii ustvaril botanični vrt, Jardín Canario, imenovan tudi Jardín Botánico Canario Viera y Clavijo.

## Trenutno stanje in načrtovanje za prihodnost
Vrt je od leta 1983 del Oddelka za kmetijske raziskave in tehnologijo Ministrstva za kmetijstvo in prehrano vlade avtonomne skupnosti Kanarskih otokov.
V zadnjem času so bila vložena prizadevanja za prenovo in polepšanje Botánico. Leta 1988 so se začela dela na razširitvi vrta za nadaljnjih 35.000 m² na 55.000 m² ter dodajanju dodatnih atrakcij in vseh strukturnih objektov mednarodno pomembnega botaničnega vrta, predvsem za izobraževalne namene. Prvotno obstoječi rastlinjak je bil porušen.
Glavna nesporna pomanjkljivost, ki vrt spremlja tako rekoč nepretrgoma od njegovega nastanka, pa je prisotna še danes: pogosto spreminjanje odgovornosti in pomanjkanje stalnega vodstva.

## Pomen
Kljub temu Botánico še vedno velja za enega najlepših botaničnih vrtov in je ena najbolj obiskanih atrakcij na Tenerifu. Vsako leto ga obišče skoraj 400.000 obiskovalcev.
Posebnost je, da lahko tu zaradi posebnih podnebnih in orografskih pogojev ena ob drugi rastejo najrazličnejše rastline iz Evrope, Afrike in Amerike. Več kot 5000 rastlinskih vrst, 120 drevesnih vrst in zbirka več kot 50.000 rastlin s petih celin najde prostor in življenjski prostor na površini 60.000 m². Prevladujejo palme, Bromeliaceae, Araceae in Moraceae, številne vrste makaronezijskega rastlinstva in posamezne stare rastline, ki morda izvirajo iz zgodnjih časov (aravkarija, kanarski bor). V turističnih vodnikih se pogosto omenjajo tudi figa daviteljica, Kigelia africana in Phytolacca.
Današnji botanični vrt sodeluje v mednarodni izmenjavi rastlinskega materiala ter različnih programih raziskovanja in varstva vrst ter vzdržuje herbarij s skoraj 40.000 primerki (temelj je postavil herbarij Ericha Sventeniusa).
Podružnica botaničnega vrta je Hijuela del Botánico v La Orotavi, velik 3390 m², s starimi zmajevimi drevesi, strelicijami, lilijami, bananovci in drugimi subtropskimi rastlinami.

## Galerija
- Aechmea distichantha
- Calliandra haematocephala
- Calliandra haematocephala
- Heliconia schiedeana
- Aloe plicatilis
- Aloe ferox
- Manihot palmata
- Hyophorbe lagenicaulis
- Brahea armata
- Alpinia zerumbet